# Plena Manlibro de Esperanta Gramatiko

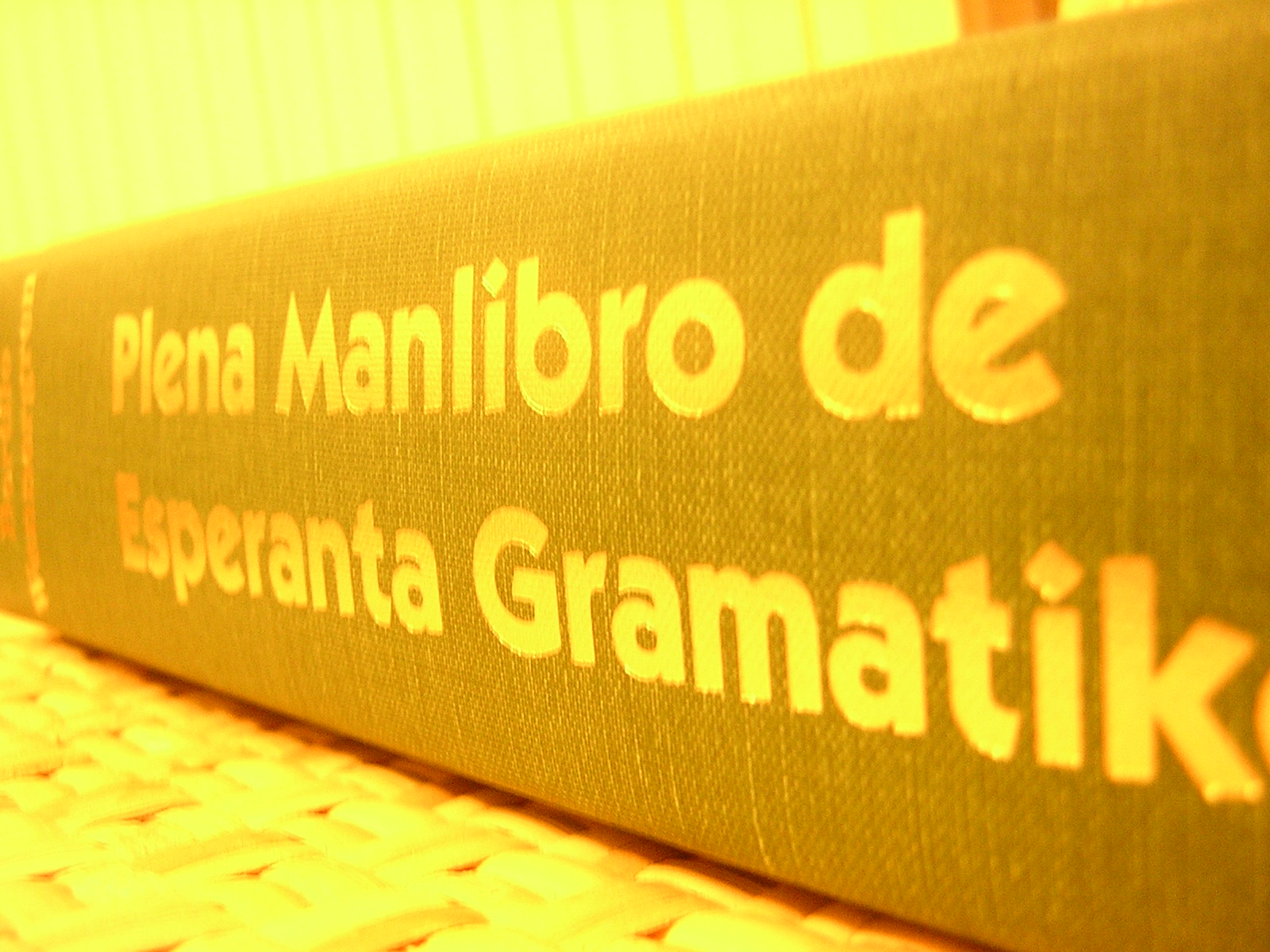
Az első nyomtatott változat - 2006

A Plena Manlibro de Esperanta Gramatiko (PMEG) (magyarul: Az eszperantó nyelvtan teljes kézikönyve) egy olyan könyv, amely könnyen, érthető módon elmagyarázza az eszperantó nyelvtant. Elsősorban Bertil Wennergren írja. A PMEG rövidítést sokan "almának" ejtik. Átlag eszperantistáknak szól, akik szeretnék tanulmányozni az adott nyelv nyelvtanát, szóalkotását, írását és kiejtését. Csak Wennergren felelős a PMEG tartalmáért, de sok más ember is segített a szerkesztésében. 
A megértés megkönnyítése érdekében nem használ hagyományos nyelvtani kifejezéseket. A használt kifejezésekre példaként említhető az O-szó a "főnév" helyett, a "szerepszó" pedig az "elöljárószó" helyett. Ezek az új nyelvtani kifejezések ráadásul alkalmasabbak az eszperantó leírására, mint a hagyományos kifejezések. Például a hagyományos terminológia szerint az "az", "mindkettő" és "az övék" szavak melléknevek lennének, de nagyon eltérően viselkednek, mint az "a" -ra végződő melléknevek; az A-szó kifejezés a hasonlóan viselkedő szavakat csoportosítja.
A PMEG elsősorban gyakorlati nyelvtankönyv, nem nyelvészek számára, ellentétben a Plena Analiza Gramatikóval, amelyet a PMEG megjelenéséig az eszperantó nyelvtan legnagyobb kutatási projektjének tekintettek.

## Nyomtatott kiadása
1995 és 2006 között a PMEG csak az interneten létezett, de 2006 óta az Esperanto-USA által kiadott papír változat is megvásárolható. 2020-ban az E@I a La Ranetoj egyesülettel együttműködve új papír alapú kiadást tett közzé. Az első kiadás 2006-ban jelent meg. Ezt az Észak-Amerikai Eszperantó Liga adta ki, ma Eszperantó-USA néven ismert.

## Fordítás
- Ez a szócikk részben vagy egészben  a   Plena Manlibro de Esperanta Gramatiko című eszperantó Wikipédia-szócikk ezen változatának fordításán alapul.  Az eredeti cikk szerkesztőit annak laptörténete sorolja fel. Ez a jelzés csupán a megfogalmazás eredetét és a szerzői jogokat jelzi, nem szolgál a cikkben szereplő információk forrásmegjelöléseként.